# Yūsei Matsui
松井 優征
Œuvres principales
- Assassination Classroom
- Neuro, le mange-mystères
- The Elusive Samurai

Autres ouvrages :
- Rikon Chōtei (one shot)
- Tokyo Department War Memoir (one shot)

Yūsei Matsui (松井 優征, Matsui Yūsei) est un mangaka japonais né le 31 janvier 1979 à Iruma.
Il a été l'assistant de Yoshio Sawai, le dessinateur de Bobobo-bo Bo-bobo.                                                        Il est l'auteur et illustrateur de trois mangas qui sont Neuro: Supernatural Detective, Assassination Classroom et The Elusive Samurai.
En 2000, avec "Rubbing Dead" (un manga inconnu), il remporte le prix du manga fascinant au 51e festival du manga, jugé par le public qui a été surpris par le style de dessin.
Neuro: Supernatural Detective a été initialement publié en série dans le Weekly Shōnen Jump de Shueisha de février 2005 à avril 2009, avec ses chapitres rassemblés en 23 tankōbon (volumes reliés). Une série télévisée animée de 25 épisodes réalisée par Hiroshi Kōjina et animée par Madhouse a été diffusée à l'origine sur Nippon Television d'octobre 2007 à mars 2008. En 2011, la série animée a été autorisée par Viz Media et téléchargée sur le site Web de la société. Neuro: Supernatural Detective a donné naissance à un roman léger, deux albums audio, deux jeux vidéo et d'autres produits dérivés.
De 2012 à 2016, il a produit sa nouvelle série "Assassination Classroom" qui a été publiée en série dans le magazine de manga shōnen de Shueisha Weekly Shōnen Jump de juillet 2012 à mars 2016, avec ses chapitres rassemblés en vingt et un volumes tankōbon. Elle est également adaptée en anime.
The Elusive Samurai est publié en série dans le magazine de manga shōnen de Shueisha, Weekly Shōnen Jump, depuis janvier 2021, avec ses chapitres rassemblés dans 17 volumes tankōbon en septembre 2024. La série a remporté le 69e prix Shogakukan Manga en 2024.

## Œuvres
- 2005-2009 : Neuro, le mange-mystères (魔人探偵 脳噛ネウロ, Majin Tantei Nōgami Neuro?)
- 2009 : Rikon Chōtei (離婚調停?) – one shot
- 2011 : Tokyo Department War Memoir (東京デパート戦争体験記, Tōkyō Depato Sensō Taikenki?) – one shot
- 2012-2016 : Assassination Classroom (暗殺教室, Ansatsu kyōshitsu?)
- Depuis 2021 : The Elusive Samurai (逃げ上手の若君, Nige Jōzu no Wakagimi?)